# Апостольский викариат Пуэрто-Легисамо-Солано

Апостольский викариат Пуэрто-Легисамо-Солано (лат. Vicariatus Apostolicus Portus Leguizamensis-Solanensis) — апостольский викариат Римско-Католической Церкви с центром в городе Пуэрто-Легисамо. Апостольский викариат Пуэрто-Легисамо-Солано подчиняется непосредственно Святому Престолу и распространяет свою юрисдикцию на часть территории департаментов Путумайо, Какета и Амасонас. Кафедральным собором апостольского викариата Пуэрто-Легисамо-Солано является церковь Пресвятой Девы Марии

## История
21 февраля 2013 года Римский папа Бенедикт XVI учредил апостольский викариат Пуэрто-Легисамо-Солано, выделив его из апостольских викариатов Сан-Висенте-Пуэрто-Легисамо и Летисии.

## Ординарии апостольского викариата
- епископ Joaquím Humberto Pinzón Güiza I.M.C.[1] (21.02.2013 — по настоящее время).

## Источник
- Объявление об учреждении апостольского викариата (недоступная ссылка)  (итал.)